# Вальтер, Иоганнес
Иоганнес Вальтер (нем. Johannes Walther; 1860—1937) — немецкий геолог и палеонтолог.

## Биография
Иоганнес Вальтер родился 20 июля 1860 года в земле Тюрингия в городе Нойштадте-на-Орле.
Учился в семинарии, затем изучал ботанику, философию и зоологию в Йенском университете. В 1882 году получил учёную степень доктора философии. Затем в Лейпцигском университете изучал геологию и палеонтологию, но вскоре перевёлся в Мюнхенский университет. Год спустя устроился на работу в Неаполитанский университет, в научно-исследовательскую школу зоологии Stazione Zoologica, где в течение двух лет читал лекции. В этот период времени проводил в Неаполитанском заливе научные исследования в области седиментологии и биологии.
В 1885 году вернулся в Йену, где габилитировался в 1886 году, защитив диссертацию о морских лилиях.
В 1890 году получил должность экстраординарного профессора Йенского университета, в 1894 году — ординарного профессора геологии и палеонтологии там же.
С 1906 по 1929 год преподавал в Университете Галле. В 1911 году был избран членом Академии полезных наук в Эрфурте.
В 1924 году был избран президентом академии естествоиспытателей Леопольдина и занимал этот пост до 1931 года. Входил в состав Саксонской академии наук в Лейпциге. Был членом-корреспондентом Географического общества Мюнхена и Австрийского геологического общества, почетным членом Венгерского географического общества, с 1925 года — почетный доктор медицины Университета Галле.
1 февраля 1930 года стал почётным членом Академии наук СССР.
Иоганнес Вальтер умер 4 мая 1937 в Бад-Хофгастайне.

### Научная деятельность
Проводил исследования в области литологии, палеоэкологии, фациологии, палеогеографии, почвоведения, биологии. Считается, что именно Вальтер благодаря накопленному в Италии опыту ввёл принципы актуализма в центральноевропейскую седиментологию. Был также одним из пионеров в области морской геологии в германской науке, в своих работах первым отметил взаимосвязь эвстатических и тектонических изменений уровня моря; занимался изучением геологии засушливых бессточных областей, в своих работах пытался объяснить причины опустынивания и образования различных типов полезных ископаемых. На рубеже веков возглавлял несколько геологических экспедиций в Российскую империю, в частности, на Урал (1897) и в современный Туркменистан; также посещал с экспедициями Цейлон, Грецию, Египет, Шотландию. Проводил также исследования по биологии моря, заложившие основы современных океанологии и экологии.

## Избранная библиография
- «Die Korallenriffe der Sinaihalbinsel» (Лейпциг, 1888);
- «Die Denudation in der Wüste» (1891);
- «Allgemeine Meereskunde» (1893);
- «Die Geologie als historische Wissenschaft» (Йена, 1893—94).